# HD 110067
Étoile à grand mouvement propre (d)
Étoile double
Source de proche infrarouge (d)
HD 110067 est une étoile naine orange faisant partie d'un vaste système stellaire triple avec le système binaire spectroscopique HD 110106 (d). Située à une centaine d'années-lumière du système solaire dans la constellation de la Chevelure de Bérénice, l'étoile possède au moins six exoplanètes (HD 110067 b, c, d, e, f et g) de type sous-Neptune. Ces planètes tournent autour de l'étoile hôte dans une résonance orbitale rarement observée,.

## Découverte
Les deux exoplanètes les plus proches de leur étoile sont détectées pour la première fois en 2020 par le télescope spatial TESS en utilisant la méthode de transit. Les quatre exoplanètes suivantes ont été confirmées en 2023 grâce à des observations supplémentaires effectuées à l'aide du télescope spatial CHEOPS.

## Système planétaire
Les six exoplanètes connues de HD 110067 ont des rayons allant de 1,94 à 2,85 fois celui de la Terre (R⊕). Elles possèdent également des densités similaires à celles des géantes gazeuses du système solaire. Aucune des planètes du système planétaire ne se trouve dans la zone habitable pour la vie telle que nous la connaissons.
Les planètes tournent autour de l'étoile hôte selon une résonance orbitale très rare, observée chez à peine 1 % des systèmes planétaires de la Voie lactée[pourquoi ?],.

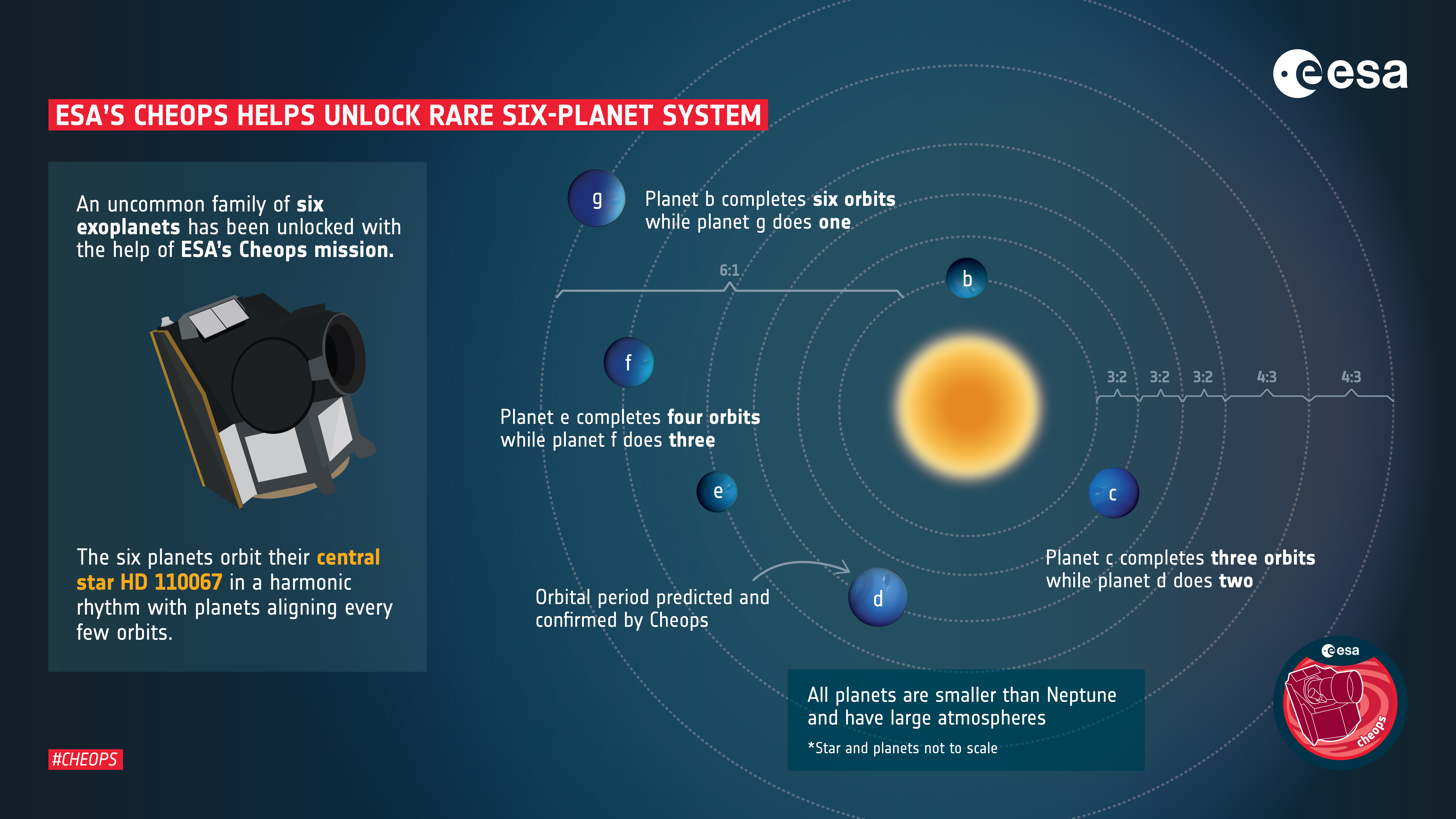
Les six planètes orbitent autour de leur étoile dans une valse très précise : lorsque la planète la plus proche de l'étoile fait trois tours complets autour d'elle, la seconde en fait exactement deux pendant le même temps ; c'est ce qu'on appelle une résonance orbitale 3:2. Les six planètes forment une chaîne de résonances par paires de planètes consécutives : 3:2, 3:2, 3:2, 4:3 et 4:3, ce qui fait que la planète la plus proche effectue six orbites tandis que la planète la plus lointaine en fait une.